# Japan Open de 2014
O Japan Open de 2014 foi a décima terceira edição do Japan Open, um evento anual de patinação artística no gelo organizado pela Federação Japonesa de Patinação. A competição foi disputada no dia 4 de outubro, na cidade de Saitama, Japão.

## Eventos
- Equipes (Individual masculino + Individual feminino)

## Medalhistas
| Evento           | Ouro                                                                        | Prata                                                                          | Bronze                                                                     |
| Equipes detalhes | Javier Fernández Tomáš Verner Elena Radionova Anna Pogorilaya Equipe Europa | Patrick Chan Jeffrey Buttle Mirai Nagasu Ashley Wagner Equipe América do Norte | Takahito Mura Takahiko Kozuka Satoko Miyahara Kanako Murakami Equipe Japão |

## Resultados

### Individual masculino
| Pos. | Nome             | Nacionalidade    | Pontos |
| ---- | ---------------- | ---------------- | ------ |
| 1    | Patrick Chan     | Canadá           | 178.17 |
| 2    | Javier Fernández | Espanha          | 155.47 |
| 3    | Takahito Mura    | Japão            | 146.41 |
| 4    | Tomáš Verner     | República Tcheca | 137.50 |
| 5    | Jeffrey Buttle   | Canadá           | 136.08 |
| 6    | Takahiko Kozuka  | Japão            | 119.51 |

### Individual feminino
| Pos. | Nome            | Nacionalidade  | Pontos |
| ---- | --------------- | -------------- | ------ |
| 1    | Elena Radionova | Rússia         | 136.46 |
| 2    | Satoko Miyahara | Japão          | 131.94 |
| 3    | Anna Pogorilaya | Rússia         | 122.52 |
| 4    | Kanako Murakami | Japão          | 114.38 |
| 5    | Mirai Nagasu    | Estados Unidos | 106.85 |
| 6    | Ashley Wagner   | Estados Unidos | 100.99 |

### Final
| Pos.              | Nome                    | Pontos |
| ----------------- | ----------------------- | ------ |
| Medalha de ouro   | Equipe Europa           | 551.95 |
| Medalha de prata  | Equipe América do Norte | 522.09 |
| Medalha de bronze | Equipe Japão            | 512.24 |